# Polianthes sessiliflora
Polianthes sessiliflora là một loài thực vật có hoa trong họ Măng tây. Loài này được (Hemsl.) Rose miêu tả khoa học đầu tiên năm 1903.